# Parosela glaberrima
Parosela glaberrima là một loài thực vật có hoa trong họ Đậu. Loài này được (S. Watson) Rose mô tả khoa học đầu tiên năm 1906.